# Géologie du vignoble de Bordeaux

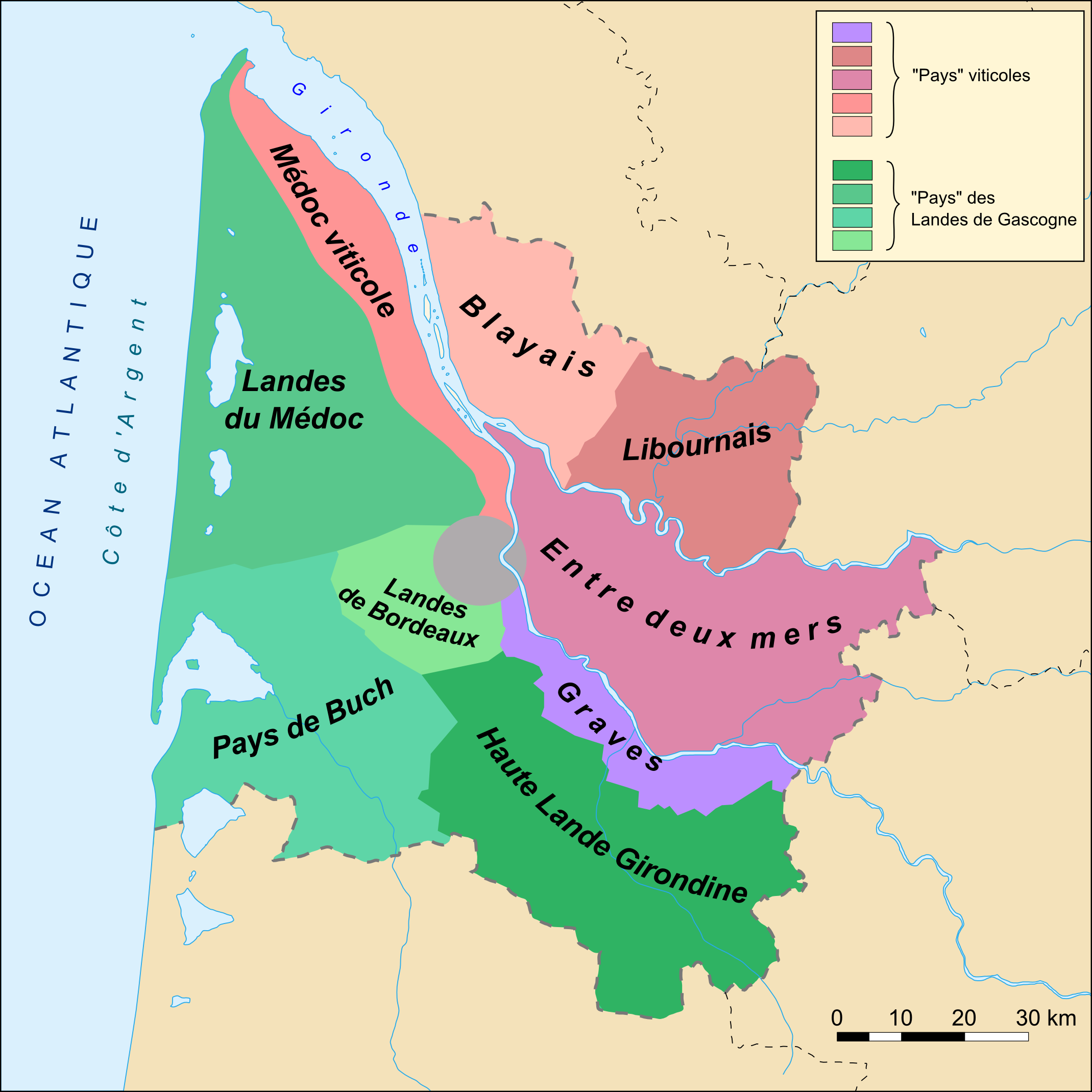
Carte des différents « pays » du département de la Gironde.

La géologie du vignoble de Bordeaux concerne l'étude et la description du sous-sol du vignoble de Bordeaux, un des aspects du terroir viticole avec le choix des cépages, des types de taille, de traitement de la vigne, de vendange, de vinification et d'élevage.
Le territoire de la Gironde fait partie du bassin sédimentaire aquitain et peut être divisé en trois ensembles géologiques :
- d'abord le Blayais, le Libournais et l'Entre-deux-Mers qui sont dans le prolongement du Périgord avec des sols argilo-calcaires, de pH neutre ou alcalin[2], plutôt réputés pour le merlot ;
- ensuite le Sauternais, les Graves et le Médoc, avec des sols graveleux plutôt acides, réputés pour le cabernet sauvignon ;
- enfin plus au sud et à l'ouest s'étend la partie des Landes de Gascogne se trouvant en Gironde (subdivisées entre le Bazadais, les Haute-Lande-Girondine, les Landes de Bordeaux et les Landes du Médoc), où domine le sable en une nappe quasi-horizontale, ne portant pas actuellement de vignes (mais une frange fait partie de l'aire d'appellation du bordeaux).

## Échelle des temps
Les formations qui affleurent en Gironde et portent les vignes bordelaises sont plutôt jeunes à l'échelle des temps géologiques : seul le Cénozoïque (ères tertiaire et quaternaire) est représenté.
| Éon                       | Ère         | Période ou système | Époque ou série    | Étage     | Bornes | Bornes | Évènements majeurs                                                        | Formations géologiques affleurant en Gironde |
| Éon                       | Ère         | Période ou système | Époque ou série    | Étage     | Ma     | ± | Évènements majeurs                                                        | Formations géologiques affleurant en Gironde |
| P H A N É R O Z O Ï Q U E |             |                    |                    |           |        | |                                                                           |                                              |
| C É                       | Quaternaire | Holocène           | Atlantique Boréale | 0,011784* | -      | Transgression flandrienne dans l'estuaire de la Gironde ; Néolithique (agriculture et sédentarisation)                                                   | Argiles des palus                                                         |                                              |
| C É                       | Quaternaire | Pléistocène        | Tarantien          | 0,126*    | -      | Cycles glaciaires dans l'hémisphère Nord, dits de Günz, de Mindel, de Riss et de Würm ; extinction des mammifères géants ; évolution de l'humain moderne | Terrasses alluviales des Graves, du Médoc, de Pomerol, de Sauternes, etc. |                                              |
| C É                       | Quaternaire | Pléistocène        | Ionien             | 0,781**   | -      | Cycles glaciaires dans l'hémisphère Nord, dits de Günz, de Mindel, de Riss et de Würm ; extinction des mammifères géants ; évolution de l'humain moderne | Terrasses alluviales des Graves, du Médoc, de Pomerol, de Sauternes, etc. |                                              |
| C É                       | Quaternaire | Pléistocène        | Calabrien          | 1,806*    | -      | Cycles glaciaires dans l'hémisphère Nord, dits de Günz, de Mindel, de Riss et de Würm ; extinction des mammifères géants ; évolution de l'humain moderne | Terrasses alluviales des Graves, du Médoc, de Pomerol, de Sauternes, etc. |                                              |
| C É                       | Quaternaire | Pléistocène        | Gélasien           | 2,588*    | -      | Cycles glaciaires dans l'hémisphère Nord, dits de Günz, de Mindel, de Riss et de Würm ; extinction des mammifères géants ; évolution de l'humain moderne | Terrasses alluviales des Graves, du Médoc, de Pomerol, de Sauternes, etc. |                                              |
| N O Z O Ï Q U E Tertiaire | Néogène     | Pliocène           | Plaisancien        | 3,600*    | -      | | Argiles à gravier du sommet de la rive droite de la Garonne               |                                              |
| N O Z O Ï Q U E Tertiaire | Néogène     | Pliocène           | Zancléen           | 5,332*    | -      | | Argiles à gravier du sommet de la rive droite de la Garonne               |                                              |
| N O Z O Ï Q U E Tertiaire | Néogène     | Miocène            | Messinien          | 7,246*    | -      | Nouvelles transgressions marines en Aquitaine : faciès marins, lagunaires et lacustres ; séparation de la lignée humaine de celle des chimpanzés         | Calcaire à huîtres de Sainte-Croix-du-Mont et faluns de Léognan           |                                              |
| N O Z O Ï Q U E Tertiaire | Néogène     | Miocène            | Tortonien          | 11,608*   | -      | Nouvelles transgressions marines en Aquitaine : faciès marins, lagunaires et lacustres ; séparation de la lignée humaine de celle des chimpanzés         | Calcaire à huîtres de Sainte-Croix-du-Mont et faluns de Léognan           |                                              |
| N O Z O Ï Q U E Tertiaire | Néogène     | Miocène            | Serravallien       | 13,82*    | -      | Nouvelles transgressions marines en Aquitaine : faciès marins, lagunaires et lacustres ; séparation de la lignée humaine de celle des chimpanzés         | Calcaire à huîtres de Sainte-Croix-du-Mont et faluns de Léognan           |                                              |
| N O Z O Ï Q U E Tertiaire | Néogène     | Miocène            | Langhien           | 15,97     | -      | Nouvelles transgressions marines en Aquitaine : faciès marins, lagunaires et lacustres ; séparation de la lignée humaine de celle des chimpanzés         | Calcaire à huîtres de Sainte-Croix-du-Mont et faluns de Léognan           |                                              |
| N O Z O Ï Q U E Tertiaire | Néogène     | Miocène            | Burdigalien        | 20,43     | -      | Nouvelles transgressions marines en Aquitaine : faciès marins, lagunaires et lacustres ; séparation de la lignée humaine de celle des chimpanzés         | Calcaire à huîtres de Sainte-Croix-du-Mont et faluns de Léognan           |                                              |
| N O Z O Ï Q U E Tertiaire | Néogène     | Miocène            | Aquitanien         | 23,03*    | -      | Nouvelles transgressions marines en Aquitaine : faciès marins, lagunaires et lacustres ; séparation de la lignée humaine de celle des chimpanzés         | Calcaire à huîtres de Sainte-Croix-du-Mont et faluns de Léognan           |                                              |
| N O Z O Ï Q U E Tertiaire | Paléogène   | Oligocène          | Chattien           | 28,4      | 0,1    | | Calcaire à astéries de Saint-Émilion et molasse du Fronsadais             |                                              |
| N O Z O Ï Q U E Tertiaire | Paléogène   | Oligocène          | Rupélien           | 33,9*     | 0,1    | | Calcaire à astéries de Saint-Émilion et molasse du Fronsadais             |                                              |
| N O Z O Ï Q U E Tertiaire | Paléogène   | Éocène             | Priabonien         | 37,2      | 0,1    | Surrection des Pyrénées et transgressions marines : dépôts sédimentaires massifs en Aquitaine                                                            | Calcaire de Blaye, calcaire de Saint-Estèphe et marnes de Listrac         |                                              |
| N O Z O Ï Q U E Tertiaire | Paléogène   | Éocène             | Bartonien          | 40,4      | 0,2    | Surrection des Pyrénées et transgressions marines : dépôts sédimentaires massifs en Aquitaine                                                            | Calcaire de Blaye, calcaire de Saint-Estèphe et marnes de Listrac         |                                              |
| N O Z O Ï Q U E Tertiaire | Paléogène   | Éocène             | Lutétien           | 48,6      | 0,2    | Surrection des Pyrénées et transgressions marines : dépôts sédimentaires massifs en Aquitaine                                                            | Calcaire de Blaye, calcaire de Saint-Estèphe et marnes de Listrac         |                                              |
| N O Z O Ï Q U E Tertiaire | Paléogène   | Éocène             | Yprésien           | 55,8*     | 0,2    | Surrection des Pyrénées et transgressions marines : dépôts sédimentaires massifs en Aquitaine                                                            | Calcaire de Blaye, calcaire de Saint-Estèphe et marnes de Listrac         |                                              |

## Blayais et Bourgeais

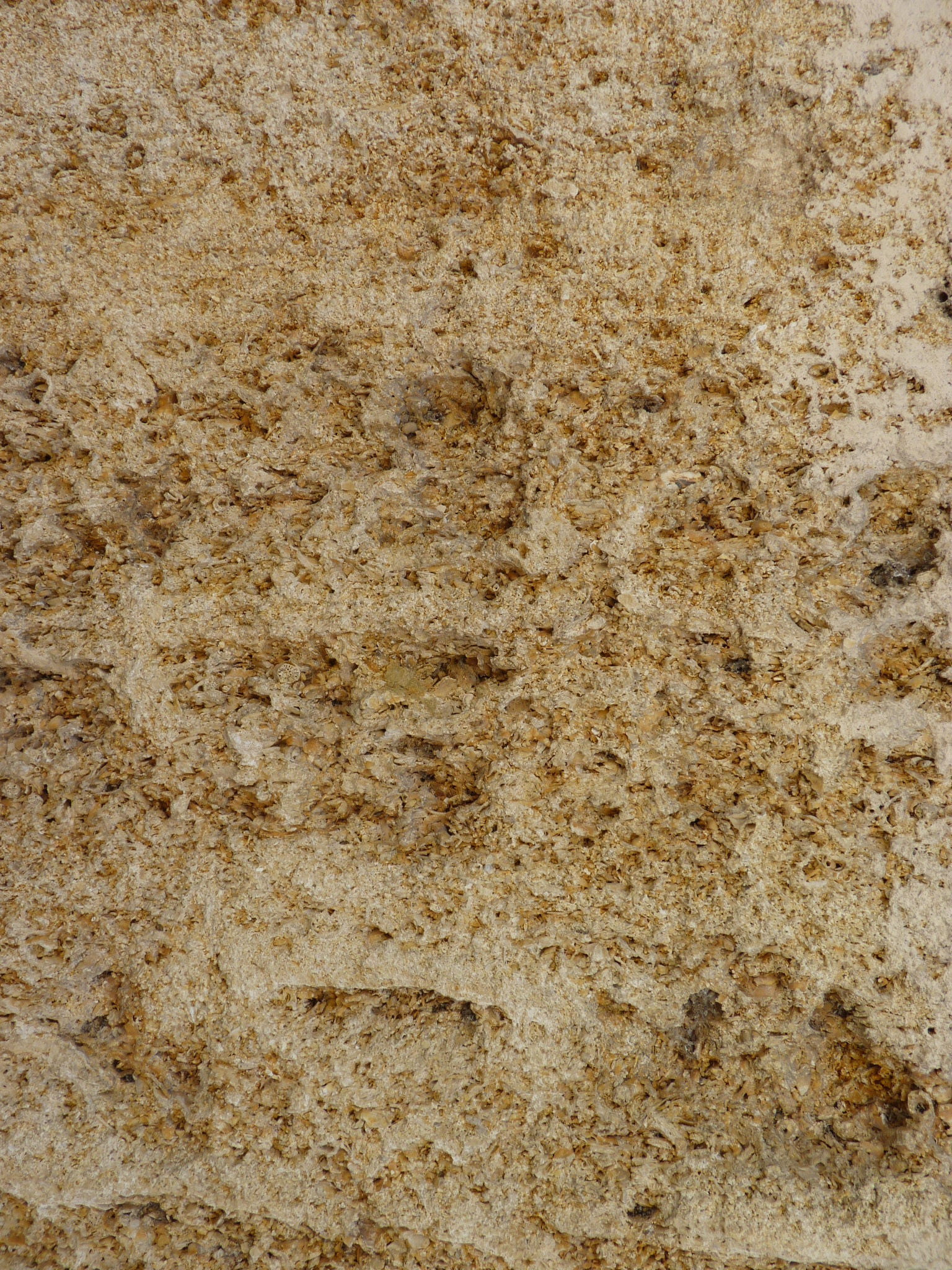
Du calcaire à Astéries sur une maison de Sainte-Foy-la-Grande.

Le Blayais, sur la rive droite de la Gironde, est avant tout calcaire : formations dites du « calcaire de Blaye » datant de l'Éocène moyen (peut-être le Lutétien), rapidement remplacé plus à l'est par le « calcaire de Plassac » du Priabonien (Éocène supérieur, d'origine lacustre) sur les reliefs et des colluvions argileuses würmiennes et holocènes sur les versants et les fonds.
L'arrière-pays encore plus à l'est a des reliefs de « calcaire de Saint-Estèphe » gréseux à débris de fossiles (de l'Éocène) avec des vallons remplis de colluvions sableuses quaternaires.
Le Bourgeais, sur la rive droite de la Dordogne, est un peu différent, avec sur le relief au-dessus de Bourg des lambeaux de calcaire à Astéries (des étoiles de mer) datant du Rupélien (Oligocène) appelé « calcaire de Bourg » localement) avec des niveaux inférieurs marneux. Le coteau bordant la Dordogne (de Gauriac à Bourg) est couvert de limon ocre-jaune d'origine éolien dit « limon du Bourgeais », tandis que l'arrière-pays est lui couvert des sables et graviers dits « de Pugnac » datant de l'Éocène moyen et supérieur,.

## Libournais
Le Libournais est sur la rive droite de la Dordogne, se subdivise de l'ouest vers l'est entre le Fronsadais jusqu'à l'Isle, le Pomerolais juste au nord de Libourne, le Saint-Émilionnais plus à l'est et le Castillonais à la frontière avec la Dordogne.

### Fronsadais
Le Fronsadais forme un plateau délimité par l'Isle à l'est et la Dordogne au sud, au sommet couvert par des dépôts bruns de sables, graviers et argiles, avec à flanc de coteau les « molasses du Fronsadais » datant de l'Éocène supérieur et de l'Oligocène inférieur, composées de sables et d'argiles carbonatées grisâtres (sur 15 à 20 mètres d'épaisseur).

### Pomerol

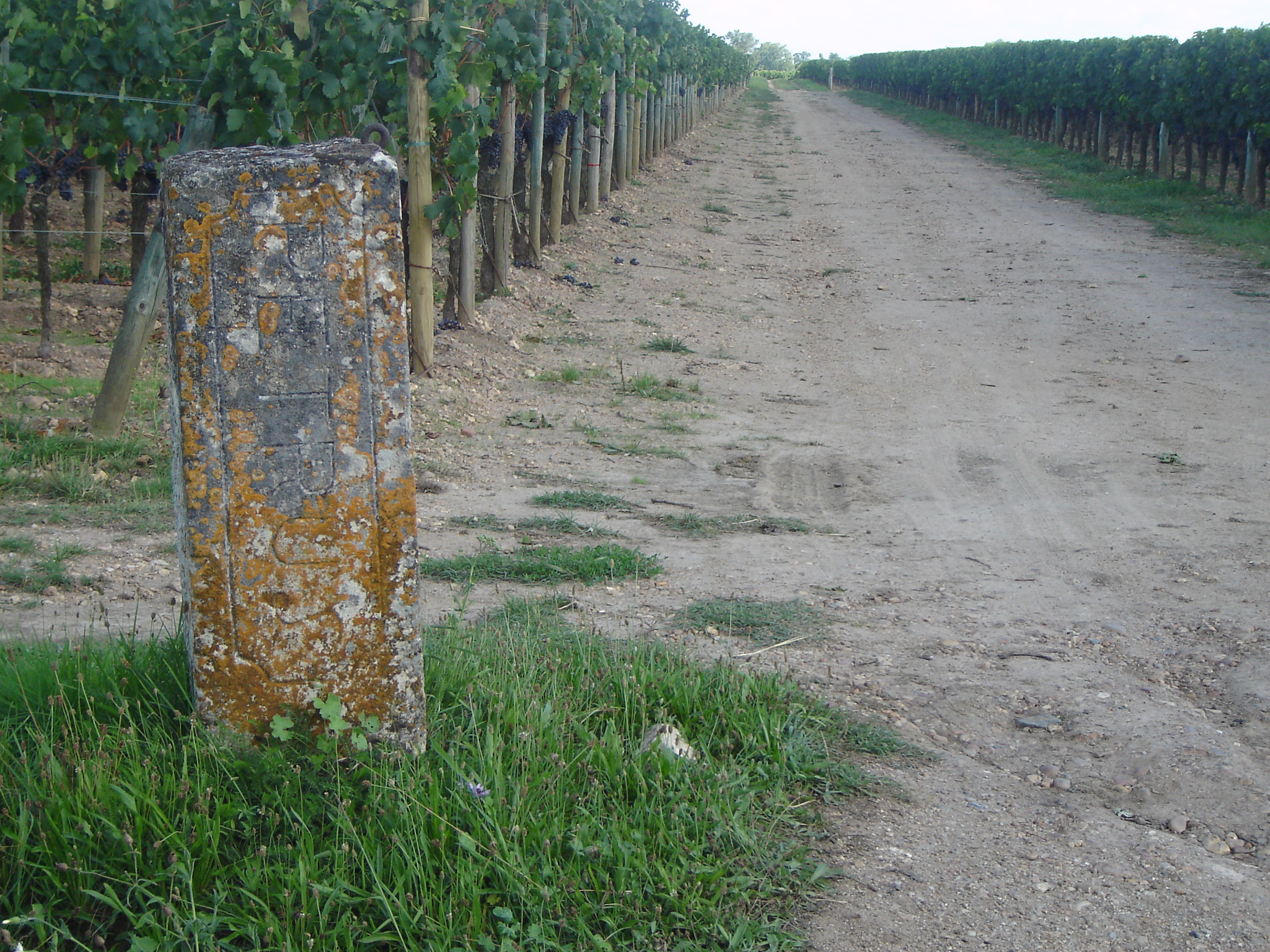
Pétrus : un sol essentiellement argileux.

L'appellation pomerol s'étend sur Libourne et Pomerol, en rebord du plateau de Saint-Émilion. Sur les molasses du Fronsadais se sont déposés des dépôts profonds de sables, graviers, galets et argiles se succèdent de l'ouest vers l'est : d'abord la moyenne-terrasse datant du Riss (Saalien ou Ionien, Pléistocène moyen) entre la D 910 et la voie ferrée de Libourne à Angoulême, puis d'autres alluvions autour du hameau du Grand-Moulinet, ensuite des colluvions graveleuses (parfois cimentées par des oxydes de fer) au Bourg-Neuf et au sud de Catusseau jusqu'à la voie ferrée de Libourne à Bergerac, le sommet de l'appellation autour du hameau de Trochau étant occupé par la haute-terrasse datant du Günz (Pléistocène inférieur), avec une boutonnière d'argile entre Pétrus et Certan,.
Les vignobles de Lalande-de-Pomerol et de Néac occupent les mêmes sols plus au nord, entre les ruisseaux de la Barbanne et de Lavie.

### Saint-Émilion

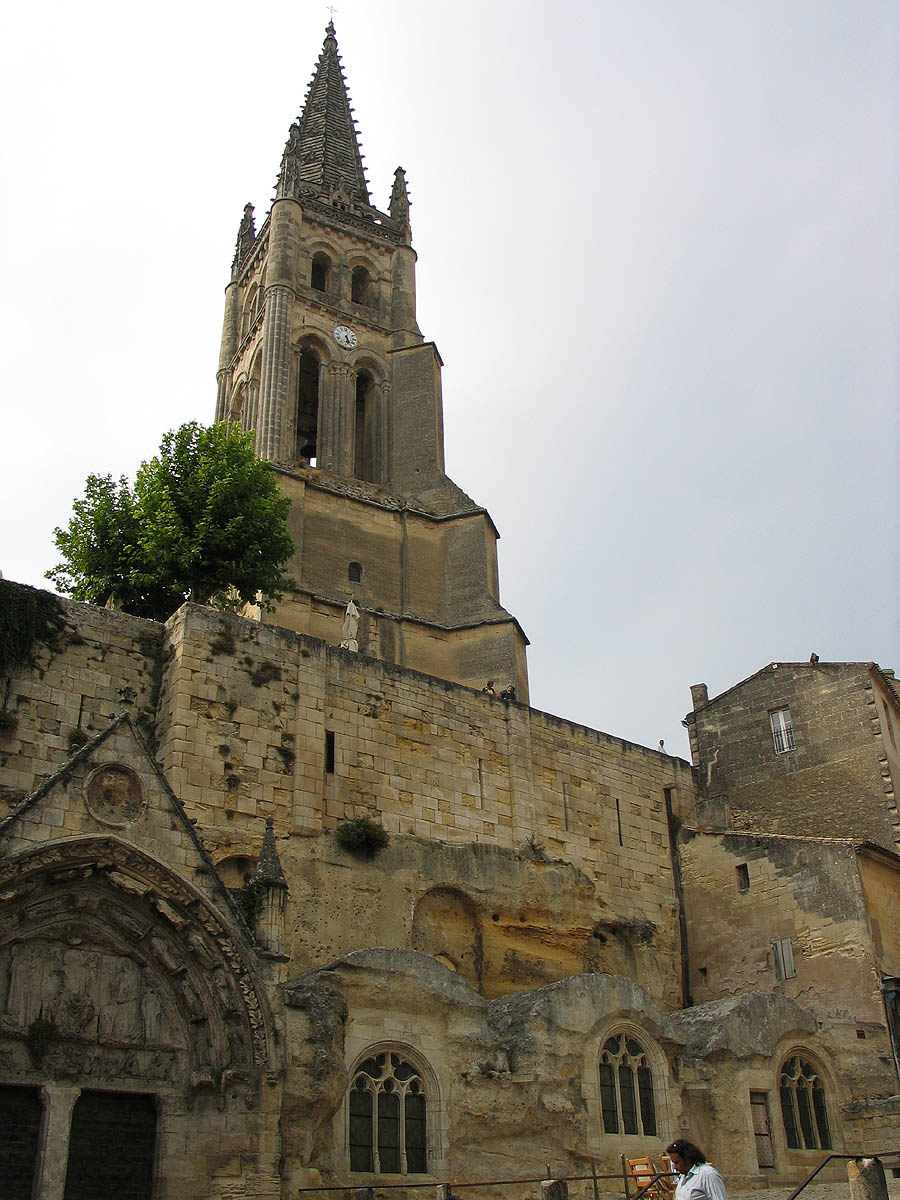
L'église de Saint-Émilion est construite en calcaire à Astéries.

Saint-Émilion et ses satellites (Montagne, Puisseguin et Lussac) occupent un plateau découpé par des vallons (creusés notamment par la Barbanne et la Lavie), dont les sommets sont formés de calcaires à Astéries datant du Rupélien (Oligocène supérieur) avec une épaisseur de 10 à 15 mètres marneux dans leur partie inférieure, avec des versants formés d'argiles vertes carbonatées (nodules blanchâtres) et de sables feldspathiques, puis des molasses du Fronsadais (Ausone se trouve sur un versant juste au sud de Saint-Émilion).
La partie occidentale de l'appellation saint-émilion (Cheval Blanc, Figeac, etc.) est la continuation de la haute-terrasse datant du Günz couvrant le haut de Pomerol.
La partie méridionale de l'appellation descend les différentes terrasses sableuses et graveleuses : haute du Mindel, moyenne du Riss et basse du Würm (Pléistocène).

### Castillon et Francs
Castillon et Francs, plus à l'est, sont sur des entablements de « calcaire de Castillon » reposant sur des argiles vertes affleurant sur les versants,.

## Entre-deux-Mers

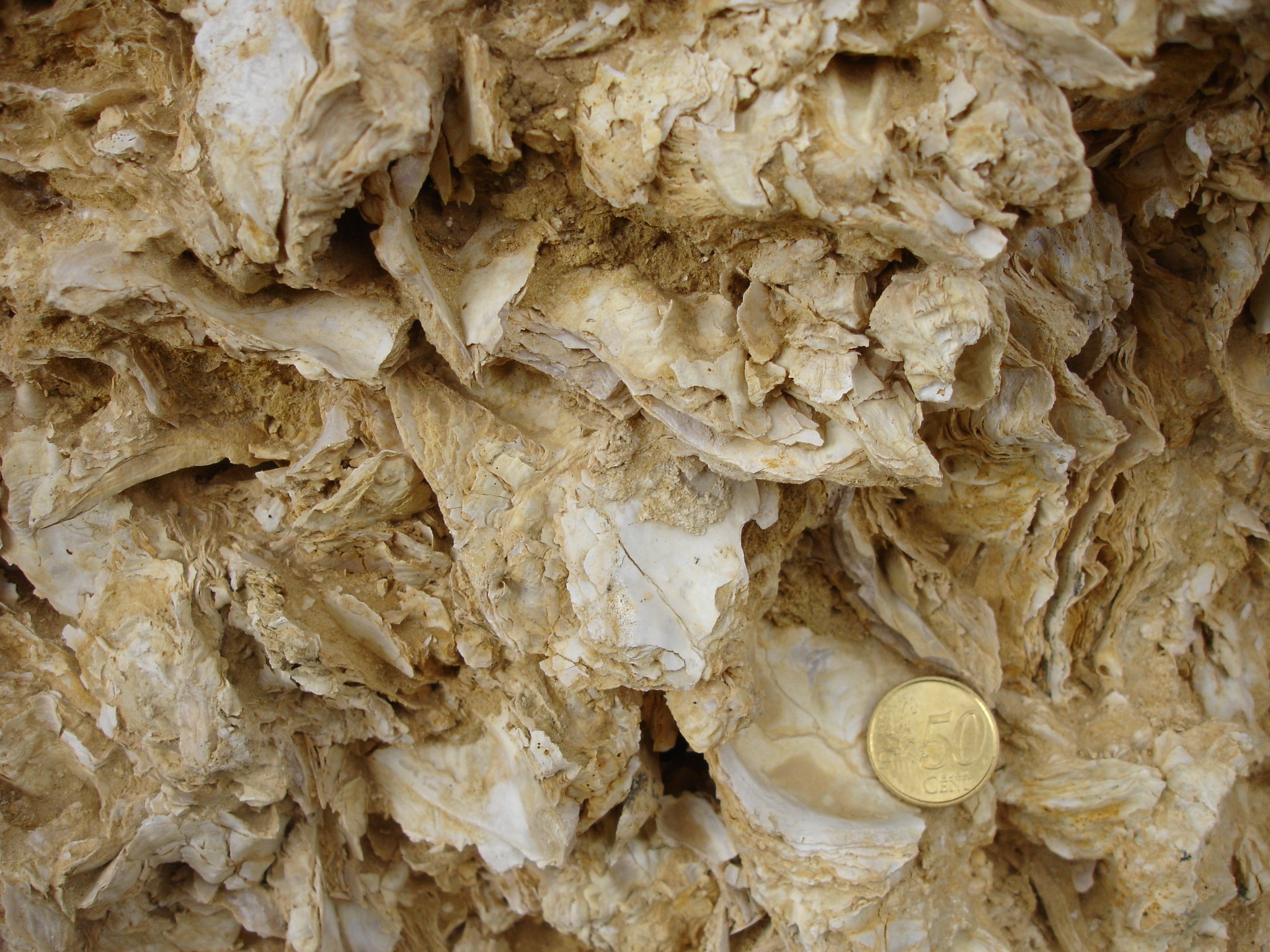
Calcaire à huîtres de Sainte-Croix-du-Mont.

L'Entre-deux-Mers est divisible en plusieurs ensembles : d'abord la moitié nord-est où se retrouvent les mêmes formations que sur la rive droite de la Dordogne, soit le calcaire à Astéries (appelé localement « calcaire de l'Entre-deux-Mers », exploité pour la construction) reposant sur les molasses du Fronsadais (Oligocène inférieur) ; ensuite la partie centrale où ce même calcaire est recouvert de collines de marnes à argiles grises (Oligocène) avec dans les vallées des limons argilo-sableux (Pléistocène inférieur) ; enfin le coteau bordant la rive droite de la Garonne où se rajoutent du calcaire gréseux et un niveau à huîtres (Ostrea aquitanica) à Sainte-Croix-du-Mont datant du Burdigalien (Miocène inférieur), avec au sommet de côte des argiles à gravier (Pliocène) dont il reste une butte-témoin plus à l'est à Gornac.
Plus en aval de la Garonne (AOC cadillac), le haut du coteau est formé de colluvions composées de limons et d'argiles sableuses, tandis que plus près du fleuve le vignoble est sur la terrasse datant du Riss (Pléistocène moyen) formée de sables, graviers et galets.
Encore plus en aval, les premières-côtes-de-bordeaux sont sur du calcaire à Astéries, plus ou moins recouvert par des dépôts de sables et graviers enrobés d'argile datant du Pléistocène inférieur.
Enfin les vignobles autour de Vayres sont sur des alluvions et colluvions argilo-sableuses, d'où le nom de l'appellation graves-de-vayres,.

## Sauternais
Le Sauternais est posé sur du calcaire à Astéries, très largement couvert par des dépôts d'alluvions formant des terrasses aux pentes faibles. Au bord de la Garonne sur Barsac et Preignac quelques parcelles sont plantées sur des alluvions post-Würm dits « argiles des palus », mais le vignoble commence sur la basse-terrasse (entre la D 113 et la voie ferrée) datant du Riss (Pléistocène moyen), avec le calcaire à douze mètres en dessous (+12 NGF).
Sur Barsac et le long des rives du Ciron, l'érosion fait affleurer le calcaire à Astéries et à Archiacines désignés localement « calcaire de Saint-Macaire » datant du Stampien (Oligocène supérieur), recouvert d'une fine couche de limon et de sable.
Le sud de Preignac ainsi que le nord de Bommes, Sautermes et Fargues sont sur la moyenne-terrasse datant du Mindel (Pléistocène inférieur), formée de sables peu argileux feldspathiques, avec du graviers et des galets recouverts de limons (s'y trouvent Suduiraut, le bas d'Yquem, Sigalas-Rabaud, etc.), le substrat calcaire étant à +45 NGF. 
Enfin le sud du Sauternais est sur la haute-terrasse datant du Günz (Pléistocène inférieur) formée de sables et de graviers dans une matrice argileuse jaunâtre (Rieussec, Guiraud, Filhot et haut d'Yquem), le calcaire se trouvant à +70 NGF,.

## Graves

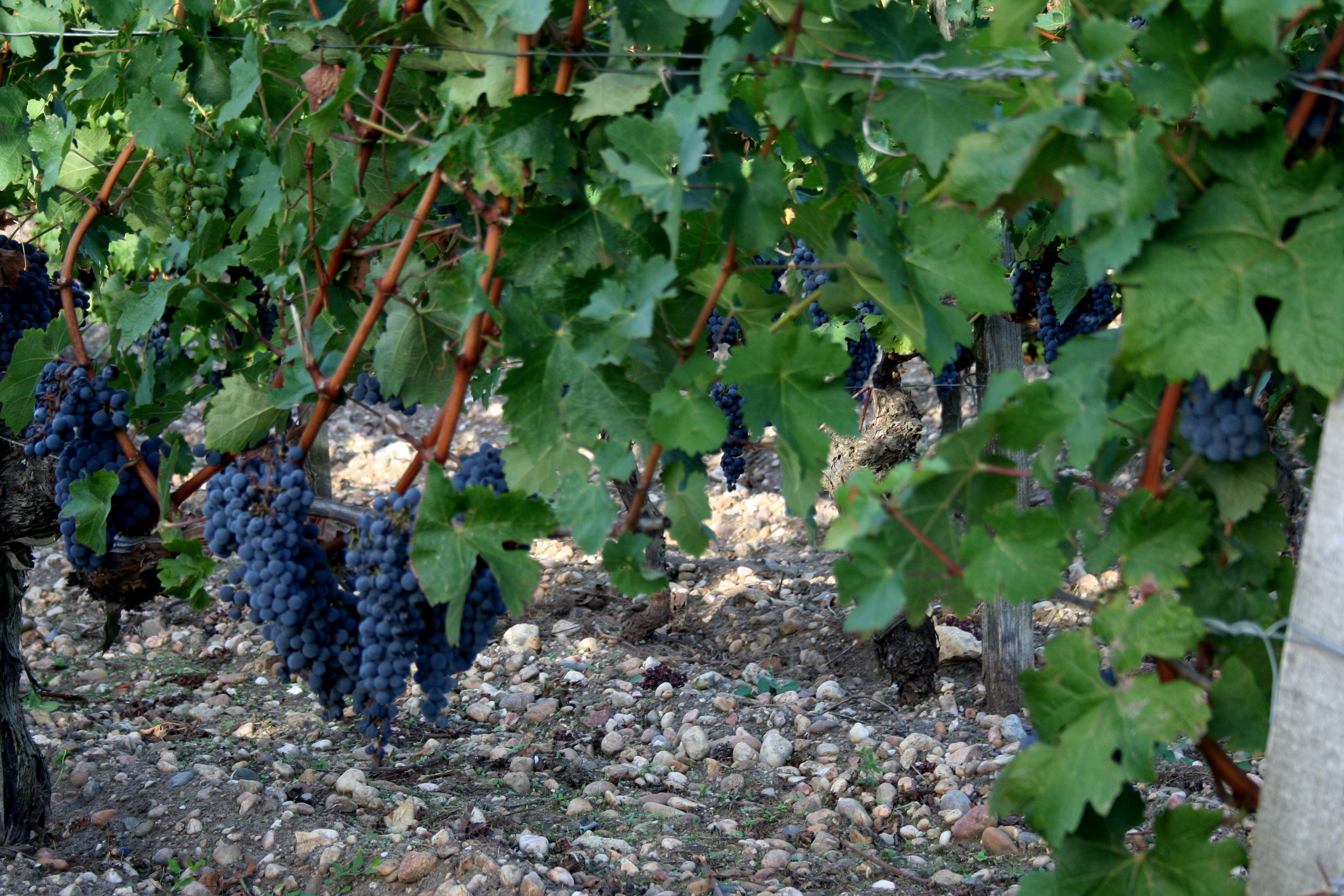
Pieds de cabernet sauvignon poussant sur un sol de grave (appellation pessac-léognan).

Les Graves portent le nom du type de sol dominant, les graves, qui sont des dépôts de graviers et de galets souvent mélangés à du sable et de l'argile, déposés par la Garonne. Elles forment une série de terrasses en pente douce de plus en plus anciennes à mesure qu'on s'éloigne du fleuve.
Il y a d'abord les « argiles des palus », formation argilo-sableux des anciens marais bordant la Garonne (où est autorisée la production du bordeaux générique) ;
puis il y a la terrasse datant du Mindel (Pléistocène moyen) formée de graves dans une matrice argileuse, à laquelle succède celle du Pléistocène inférieur (sur laquelle se trouve Haut-Brion, Pape Clément, Carbonnieux, La Louvière, Smith Haut Lafitte, etc.) avec enfin à l'ouest la « formation de Dépée » composée de sables argileux et de petits graviers (sur laquelle se trouve Fieuzal), qui annonce les sables landais.
À ce tableau se rajoutent les affluents rive gauche du fleuve qui non seulement découpent les terrasses en croupes, mais mettent au jour le substrat calcaire comme autant d'îlots : un peu de calcaire gréseux dit « faluns de Léognan » du Burdigalien près de Léognan, du « faluns de Labrède » qui est un calcaire friable (un peu sableux, fossilifère) datant de l'Aquitanien (Miocène inférieur) et du calcaire à Astéries du Stampien,.

## Médoc
Le Médoc est dans la continuité de la zone des graves : il est essentiellement graveleux et sableux. L'étendue de ces graves est limitée par quelques restes de calcaire affleurant sur de petites zones et surtout par le vaste épandage des sables des Landes de Gascogne à l'ouest, s'avançant vers l'estuaire de la Gironde comme au sud de Saint-Laurent-Médoc, tellement épais par endroits que des édifices dunaires remaniés sont décelables.
Les fonds de vallons (occupés par les jalles ou les esteys) et les bords de l'estuaire sont remplis par des sables argileux d'origines fluviatile et colluvionnaire, mêlés à des graviers, datant du Flandrien et de l'Holocène, auxquels se rajoute à l'extrémité sud (Macau, Ludon-Médoc et Parempuyre) la formation dite des « argiles de Mattes », composée d'argiles tourbeuses rappelant qu'il s'agit d'anciens marais (les palus). Ces parcelles sont impropres à une viticulture de qualité.
Le Médoc est subdivisé par de petits cours d'eau en trois ensembles géologiquement légèrement différents du sud vers le nord : le Médoc méridional (Margaux, Moulis-en-Médoc et Listrac-Médoc), la partie centrale (Saint-Julien-Beychevelle, Pauillac et Saint-Estèphe) et l'extrémité septentrionale (au-delà de Saint-Germain-d'Esteuil).

### Margaux

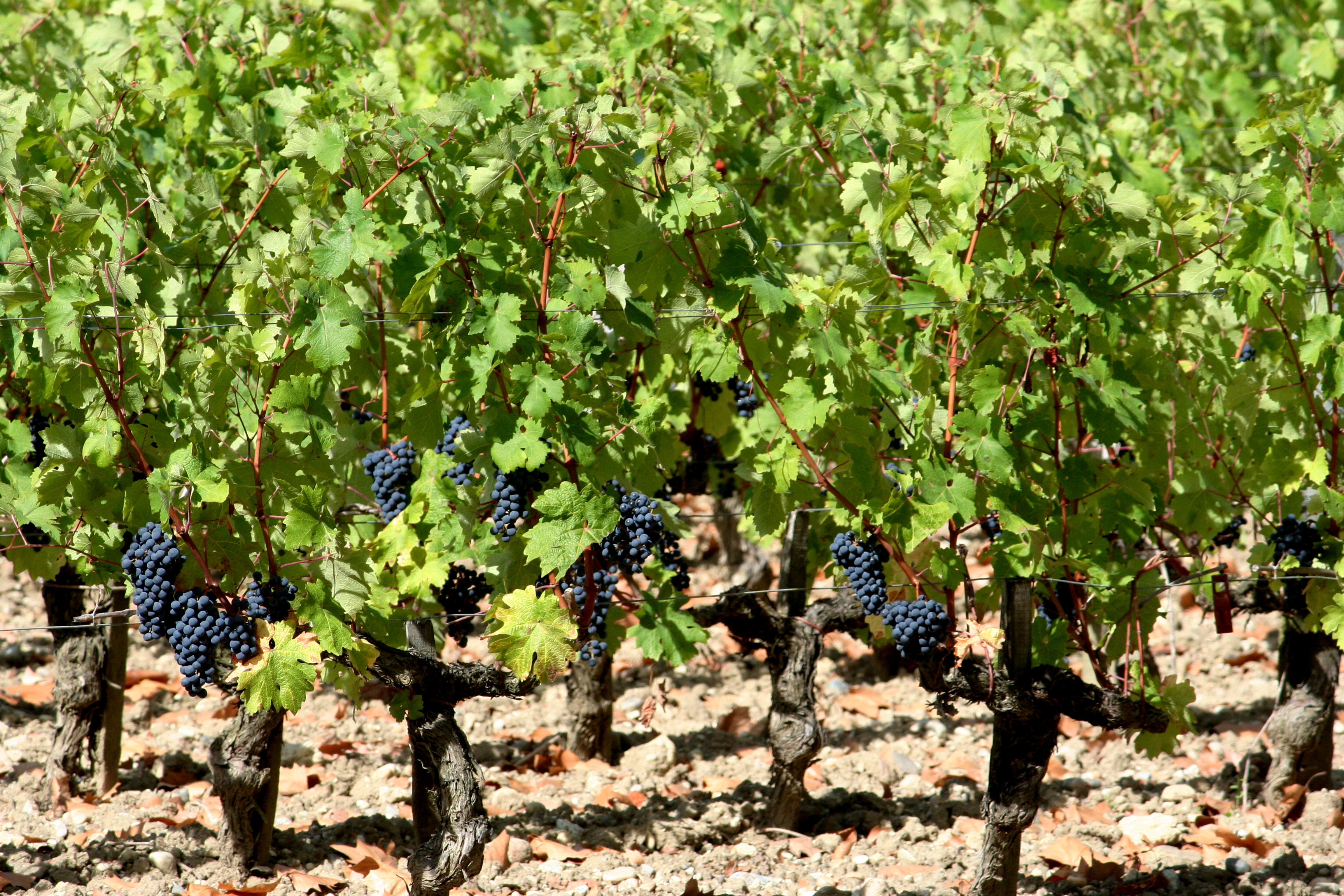
Pieds de vignes (cabernet sauvignon) du Château Margaux plantés dans le gravier et les galets.

Sur Margaux et les communes voisines, la partie le long de l'estuaire de la Gironde ne porte que très peu de vignes, car elle n'a droit qu'à l'appellation générique bordeaux : ce sont des alluvions datant de la transgression flandrienne de l'estuaire (dus à l'élévation du niveau de la mer au début de l'Holocène), soit des épandages de sable, d'argile (ce sont d'anciennes vasières) et d'un peu de tourbe (en profondeur).
Le vignoble commence 1 200 mètres plus à l'intérieur, sur la terrasse datant du Riss (Pléistocène moyen) formée de sables, de graviers et de galets peu argileux (Château Margaux est sur le rebord), puis la vigne s'étend sur la seconde terrasse datant du Günz (Pléistocène inférieur) composée de sables argileux et de galets.

### Listrac et Moulis

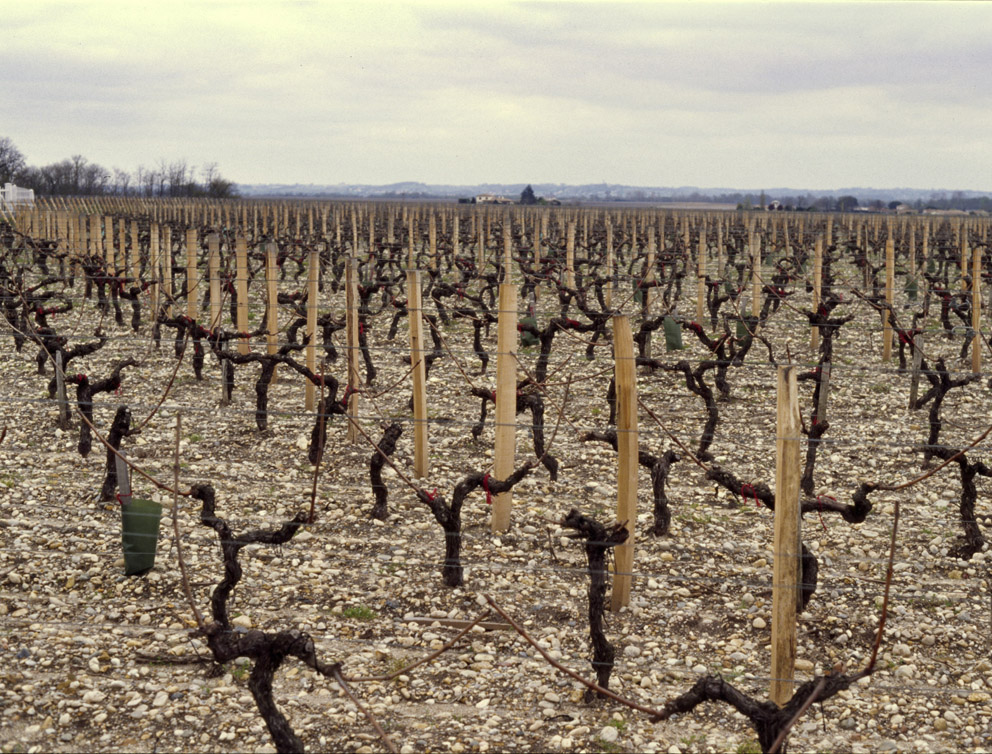
Ces vignes du Château Chasse-Spleen se trouvent dans la partie graveleuse de l'appellation moulis-en-médoc, près du hameau du Grand-Poujeaux.

La partie orientale de la commune de Listrac-Médoc, le centre de Moulis-en-Médoc et le nord d'Avensan forment le dôme de Listrac, où affleurent les terrains les plus anciens du département : il s'agit juste à l'est du village de Listrac des « calcaires de Listrac » sableux et des « marnes de Listrac » datant du Lutétien (Éocène moyen). Ces formations sont entourées par les marnes et argiles à nodules de calcaire de « types Artigues » (Éocène supérieur), que la Jalle de Tiquetorte découpe, ainsi que par des colluvions de versant composées de graviers et de sables grossiers argileux (Holocène).
Les autres parties de ces communes reposent à l'est sur la « formation de Méric » datant du Würm (Pléistocène), composé de sables, graviers et galets, déformée par cryoturbation, et à l'ouest sur de vastes étendues de sables grossiers argileux et de graviers datant du Riss au Würm.

### Médoc central

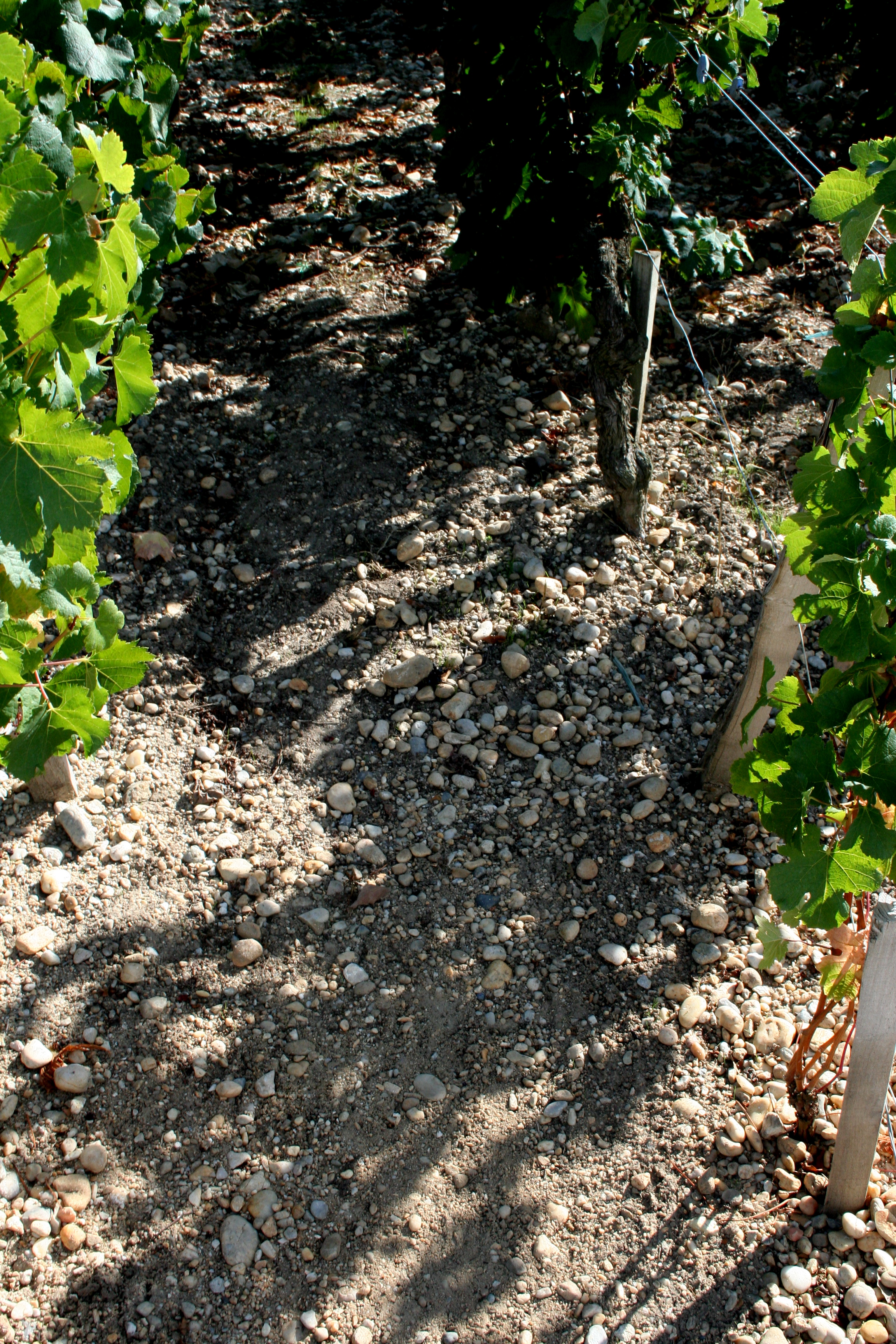
Sol de grave à Saint-Estèphe, au Château Cos d'Estournel.

Les communes riveraines de l'estuaire sont séparées entre elles par des cours d'eau qui ont découpé le terrain par autant de petites vallées lors des dernières glaciations. Ce sont en partant du sud le marais de Beychevelle et le ruisseau de Juillac qui encadrent Saint-Julien-Beychevelle, la Jalle du Breuil qui sépare Pauillac de Saint-Estèphe et l'Estey d'Un qui limite Saint-Estèphe au nord.
Ces petites vallées, anciens marais inondables comblés par des alluvions surtout argileuses, sont impropres à la viticulture, mais sont intéressantes pour le drainage : la majorité des crus classés se trouve sur les croupes surplombant ces rives.
Tous les crus classés des appellations saint-julien, pauillac et saint-estèphe sont plantés sur les graves composées de galets et de graviers cimentés par des sables argileux, cryoturbés (galets redressés, formations gélivées avec des fentes en coin) en limite occidentale (dite « formation de Méric »). La quantité d'argile augmente en allant vers le nord, donnant sur Saint-Estèphe des sols plus lourds.
Sur le tiers occidental de la commune de Saint-Estèphe affleurent du calcaire de l'Éocène (calcarénites et calcaires gréseux à Anomies), des marnes blanches et des calcaires à Astéries, polypiers, oursins et algues de l'Oligocène. Ces formations, exploitées en carrières pour la construction et le pavage jusqu'à la fin du XIXe siècle, se poursuivent sur Vertheuil, mais n'y portent presque que des bois.

### Médoc septentrional
L'extrémité nord du vignoble du Médoc couvre le Bas-Médoc, avec des terrains plus plats et fertiles. L'appellation haut-médoc et les graves s'arrêtent à la commune de Saint-Seurin-de-Cadourne, laissant la place à l'AOC médoc (avec de nombreux crus bourgeois).
À Blaignan et Civrac-en-Médoc les vignes poussent sur le « calcaire de Saint-Estèphe », épais par endroits de huit mètres, argileux et chargé en fossiles. On retrouve le sable et le gravier comme dominants à partir de Bégadan, auxquels succèdent les argiles de remplissage des anciens marais, au milieu desquels Jau-Dignac-et-Loirac émergent comme une île de vignes.